# Günter Lensch

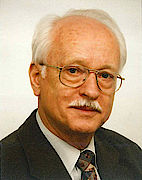
Günter Lensch

Günter Lensch (* 25. Januar 1930 in Kaiserslautern) ist ein deutscher Mineraloge und Hochschullehrer.

## Leben
Lensch studierte nach seinem Abitur in Kaiserslautern Geowissenschaften in Heidelberg, Innsbruck, Toulouse und München, wo er 1960 an der Technischen Hochschule mit seiner Studie Geologische Untersuchungen in der kohleführenden Faltenmolasse Oberbayerns promoviert wurde.
Anschließend widmete er sich am Geologischen Landesamt für Nordrhein-Westfalen in Krefeld den Arbeitsfeldern Kohlenpetrographie und Kohlenmikroskopie.
1963 führte ihn seine wissenschaftliche Laufbahn an das Mineralogische Institut der Universität des Saarlandes.
Nach der Habilitation für Mineralogie über Die Ultramafitite der Zone von Ivrea in den italienischen Westalpen wurde er 1970 zum Professor für Angewandte Geochemie und Mineralogie ernannt. Sein wichtigster Forschungsgegenstand wurden die Gesteine und Minerale der tiefen Erdkruste und der Ozeanböden. Von 1970 bis 1981 war er Hauptkoordinator eines Deutsch-Iranischen Schwerpunktprogramms der Deutschen Forschungsgemeinschaft zur „Tektonik, Gebirgsbildung und Lagerstättengenese am Beispiel der Iraniden“.
Lensch erweiterte das Arbeitsspektrum seines Instituts ab den 80er Jahren um materialwissenschaftliche Forschungen zur Denkmalpflege. Er war Gründungsmitglied des Instituts für Steinkonservierung, das sich zu einem wichtigen Hilfsorgan der staatlichen Denkmalpflege in Hessen, Rheinland-Pfalz und im Saarland entwickelte.
Lensch leitete mehrmals als Prodekan den Fachbereich Geologie – Mineralogie der Universität des Saarlandes. Ab 1. September 1988 wurde er Leiter der Abteilung Geochemie, Naturressourcen und Spurenanalytik im Zentrum für Umwelt- und Ökosystemforschung.
Nach seiner Emeritierung 1993 widmete er sich privat der Freimaurerei, der er schon seit den 1980er Jahren angehörte, und publizierte auch in diesem Themenbereich. Neben vielen anderen Funktionen bei den Freimaurern war er von 1989 bis 2003 Herausgeber der Jahrbücher des Freimaurer-Bildungswerks Akademie Forum Masonikum und ist dessen Ehrenvorsitzender.
Lensch lebt in Mainz.

## Wissenschaftliche Leistungen
Lensch beschrieb 1967 erstmals geochemisch-petrographisch die Genese der berühmten Lebacher Eier.
Er leistete wesentliche Beiträge zum Verständnis der Ophiolithe, insbesondere im Piemont. Unter seiner Leitung fanden mehrere geologische Expeditionen im Iran statt, welche neue Erkenntnisse zur petrogenetischen Einordnung insbesondere der basischen Gesteine dort ergaben.

## Internationales Engagement
Die akademische Arbeit von Lensch war sehr international geprägt und vernetzte sein Hochschul-Institut auf vielfältige Weise mit Partner-Universitäten. Mit der Universität Warschau erfolgte unter seiner Mitwirkung ein reger Austausch von Dozenten und Studenten. Er war außerdem Mitglied von Prüfungskommissionen u. a. in Warschau, Nancy, Nantes und Straßburg und betreute dort Habilitationen und Promotionen. Er war Teil der interuniversitären europäischen Forschungsgruppe „Roches Vertes“ zu Gesteinen der Ozeanböden im Mittelmeerraum. Als Mitglied der Tiefsee-Expedition des Centre Oceanologique de Bretagne wirkte Lensch bei der geologischen Erforschung der Gorringe-Bank mit, die sich im Atlantik zwischen Portugal und den Azoren aus über 3000 Meter Tiefe bis auf 50 Meter unter dem Meeresspiegel erhebt.
Im Rahmen eines UNESCO-Programms bestand eine enge Zusammenarbeit mit der Akademie der Wissenschaften der Sowjetunion. Er nahm hierbei an zwei Forschungsreisen in den polaren Ural und den Kaukasus teil.

## Publikationen
- Habilitationsschrift: Lensch, G. (1971): Die Ultramafitite der Zone von Ivrea. Ann. Univ. sarav., Heft 9, 146 Seiten
- Publikationsliste in der Deutschen Nationalbibliothek[12]
- Liste ausgewählter Publikationen in Bibliotheken[13]